# Kavkázskaya
Kavkázskaya (del ruso: Кавка́зская) es una stanitsa del raión de Kavkázskaya del krai de Krasnodar, en el sur de Rusia. Está situada en la orilla derecha del río Kubán, 8 km al este de Kropotkin y 140 km al este de Krasnodar, la capital del krai. Tenía 11 164 habitantes en 2010.
Es cabeza del municipio Kavkázskoye.

## Historia
La localidad tiene origen en una fortaleza construida como parte de una serie de ellas a lo largo del Kubán por orden de Aleksandr Suvórov en 1773. En 1794 se establecieron colonos cosacos del Don de la stanitsa Románovskaya, como parte de la línea del Cáucaso. A las afueras de la stanitsa se estableció un poblado de no cosacos que se desarrollaría hasta convertirse en la ciudad de Kropotkin. Fue centro del otdel de Kavkázskaya del óblast de Kubán entre 1876 y 1888 y entre 1902 y 1924. A finales del siglo XIX contaba con 5 888 habitantes. Entre 1944 y 1956 y entre 1980 y 2009 fue centro del raión de Kavkázskaya.

## Demografía
| 2002   | 2009   |
| ------ | ------ |
| 11 531 | 11 675 |

### Composición étnica
De los 11 531 habitantes que tenía en 2002, el 93 % era de etnia rusa, el 1.7 era de etnia ucraniana, el 1.5 % era de etnia armenia, el 1.1 %era de etnia gitana, el 0.5 % era de etnia bielorrusa, el 0.5 % era de etnia alemana, el 0.4 % era de etnia tártara, el 0.1 % era de etnia adigué, el 0.1 % era de etnia georgiana, el 0.1 % era de etnia azerí y el 0.1 era de etnia griega

## Transporte
La localidad cuenta con una estación del ferrocarril del Cáucaso Norte. Al oeste de la localidad pasa la Autopista M29 "Kavkaz".

## Personalidades
- Viacheslav Ebolinski (*1947), político ruso.